# Falköping község
Falköping község (svédül: Falköpings kommun) Svédország 290 községének egyike. A mai község 1971-ben jött létre.

## Települései
A községben 20 település található:
| Település           | Népesség | Megjegyzés         |
| ------------------- | -------- | ------------------ |
| Falköping           |          | a község székhelye |
| Stenstorp           |          |                    |
| Floby               |          |                    |
| Kinnarp             |          |                    |
| Slutarp             |          |                    |
| Åsarp               |          |                    |
| Torbjörntorp        |          |                    |
| Gudhem              |          |                    |
| Odensberg           |          |                    |
| Kättilastorp        |          |                    |
| Borgunda            |          |                    |
| Broddetorp          |          |                    |
| Ingatorp            |          |                    |
| Jäla                |          |                    |
| Knölen-Frödingstorp |          |                    |
| Valtorp             |          |                    |
| Vilske-Kleva        |          |                    |
| Åsle                |          |                    |
| Dala                |          |                    |
| Vartofta            |          |                    |

## Külső hivatkozások
- Hivatalos honlap